# Johannes Steinhoff
Johannes "Macky" Steinhoff (15 de setembre de 1913 - 21 de febrer de 1994) va ser un as de la Luftwaffe durant la Segona Guerra Mundial, general alemany i oficial de l'OTAN. Va ser un dels pocs pilots de la Luftwaffe que va sobreviure per volar operativament durant tot el període de guerra 1939–45 fins que va patir cremades greus durant un enlairament fallit. Steinhoff també va ser un dels pilots amb més puntuació, amb 176 victòries, i un dels primers a pilotar el caça de reacció Messerschmitt Me 262 en combat com a membre de l'esquadró Jagdverband 44 dirigit per Adolf Galland. Steinhoff va ser condecorat amb la Creu de Cavaller de la Creu de Ferro amb Fulles de Roure i Espases, i més tard va rebre la Gran Creu de l'Orde del Mèrit de la República Federal d'Alemanya i diversos premis estrangers, com ara la Legió del Mèrit estatunidenca i la Legió d'Honor francesa. Va tenir un paper en l'anomenada revolta dels pilots de caça a finals de la guerra, quan diversos oficials superiors de la força aèria es van enfrontar a Hermann Göring.
Steinhoff es va incorporar a l'Oficina de Rearmament del govern d'Alemanya Occidental com a consultor en aviació militar el 1952 i es va convertir en un dels principals funcionaris encarregats de reconstruir la Força Aèria Alemanya durant la Guerra Freda. Quan es va jubilar, Steinhoff es va convertir en un autor molt llegit de llibres sobre l'aviació militar alemanya durant la Segona Guerra Mundial i les experiències del poble alemany en aquella època.

## Biografia
Johannes Steinhoff va néixer el 15 de setembre de 1913 a Bottendorf, Turíngia, fill d'un treballador agrícola i la seva tradicional mestressa de casa. Tenia dos germans, Bernd i Wolf, i dues germanes, Greta i Charlotte. La seva germana Charlotte es va casar amb Ludwig Hahn, el cap de la Sicherheitspolizei (Policia de Seguretat) i Sicherheitsdienst (Servei de Seguretat) a Varsòvia ocupada , que va participar en l'evacuació i destrucció del gueto de Varsòvia. 

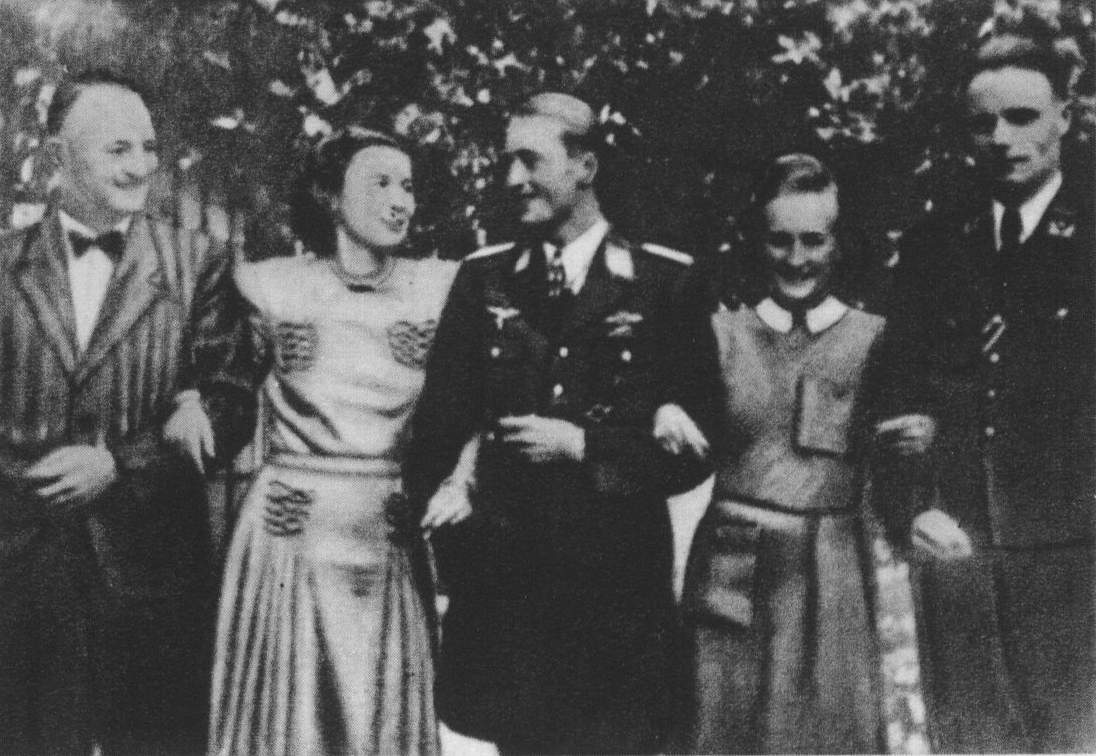
Hahn (dreta), amb la seva dona Charlotte i Steinhoff (centre).

Steinhoff es va graduar a l'escola del convent Klosterschule Roßleben després d'haver "estudiat els clàssics i idiomes com el francès, l'anglès, el llatí i el grec" i entre 1932 i 1934 va llegir filologia a la Universitat de Jena, on va ser membre de la societat d'esgrima acadèmica Landsmannschaft Suevia i fraternitat masculina. Obligat a abandonar els seus estudis universitaris per falta de fons, Steinhoff es va allistar a la Kriegsmarine, on va servir durant un any al costat del seu amic Dietrich Hrabak com a cadet de vol naval abans de traslladar-se a la Luftwaffe recentment reformada el 1936.
Steinhoff va ser ascendit a Leutnant l'1 d'abril de 1936. Es va casar amb la seva dona Úrsula el 29 d'abril de 1939 i van tenir un fill, Wolf i una filla, Úrsula. Úrsula es va casar amb el professor d'economia i el senador de l'estat de Colorado (ara jubilat) Michael Bird. L'1 de gener de 1939, Steinhoff va ser ascendit a Oberleutnant.
A principis d'estiu de 1939, la Luftwaffe va començar a experimentar amb procediments de caces nocturns per a avions d'un sol motor. A causa de la manca de volants experimentats, les operacions es van restringir a les hores de la tarda i del matí. L'1 d'agost, Steinhoff va ser nomenat Staffelkapitän (líder d'esquadró) de l'11. (Nachtjagd) Staffel (esquadró) del Lehrgeschwader 2 (JG 2—2a Ala de Demonstració) amb seu a Greifswald. Inicialment, l'esquadró estava equipat amb el caça Arado Ar 68 abans de ser reequipat amb el Messerschmitt Bf 109 D-1. La unitat estava subordinada a la Stab (unitat de la seu) del Kampfgeschwader 2 (JG 2—2a Ala de Bombardeig).

### Segona Guerra Mundial
La Segona Guerra Mundial a Europa va començar el divendres 1 de setembre de 1939, quan les forces alemanyes van envair Polònia. Aquell dia, Steinhoff va ser transferit al Jagdgeschwader 26 "Schlageter" (JG 26—26a Ala de Caces), que havia rebut el nom d'Albert Leo Schlageter l'1 de maig de 1939. Va ser nomenat Staffelkapitän d'una unitat de caça nocturn de nova creació anomenada 10. ( Nacht ) Staffel de JG 26 que es va basar a Bonn-Hangelar, prop de Sankt Augustin, i equipat amb el Bf 109 D. El 12 de novembre, la unitat va ser traslladada al camp d'aviació de Jever.  El 18 de desembre, el Comandament de Bombers de la Royal Air Force va llançar un atac contra els vaixells de guerra alemanys que se suposa que es trobaven a Wilhelmshaven en el que es va conèixer com la batalla de la Badia de Helgoland. La força d'atac de la RAF va ser interceptada i a Steinhoff se li va atribuir la destrucció de dos bombarders Vickers Wellington del 57è Esquadró i el  Grup Número 3 que va afirmar haver abatut a 25-35 quilòmetres (16-22 milles) al sud-sud-oest d'Heligoland.
El 3 de febrer de 1940, es va crear una nova unitat de caces nocturns consolidant tres esquadrons de caces d'un sol motor independents a l'aeròdrom de Jever. Aquesta unitat es va etiquetar IV. ( Nacht ) Gruppe (4t grup nocturn) del Jagdgeschwader 2 "Richthofen" (JG 2—2a Ala de Caces) i col·locat sota el lideratge de Hauptmann Albert Blumensaat. En conseqüència, el 10. ( Nacht ) Staffel del JG 26 es va convertir en el 11. ( Nacht ) Staffel del JG 2 que estava encapçalat per Steinhoff i tenia la seu a Hage. El 23 d'abril, 11. ( Nacht ) i 12. ( Nacht ) Staffeln del JG 2 van rebre ordres a l'Aeròdrom d'Aalborg en suport de l'operació Weserübung, l'assalt alemany a Dinamarca i Noruega. Els dos esquadrons van tornar a Alemanya el 9 de maig en preparació per a la batalla de França. A l'inici de la campanya el 10 de maig de l'11. (Nacht) Staffel es va basar a l'aeròdrom de Colònia Butzweilerhof on va donar suport al Grup d'Exèrcits B a la batalla dels Països Baixos.  Aquell dia, Steinhof va reclamar un bombarder Bristol Blenheim prop de l'Haia i un segon prop de Düsseldorf.
L'agost de 1940, va ser transferit al 4. Staffel de Jagdgeschwader 52 (JG 52—52a Ala de Caces) on va substituir l'Oberleutnant Heinz Schumann com a Staffelkapitän. El Staffel estava subordinat a II. Grup de JG 52 que estava encapçalat per Hauptmann Wilhelm Ensslen. Aleshores, el Gruppe tenia la seu a Peuplingues prop del Canal de la Mànega i lluitava contra la RAF durant la batalla d'Anglaterra. Steinhoff va aconseguir la seva cinquena victòria aèria el 30 de setembre. Se li va atribuir la destrucció d'un caça Supermarine Spitfire sobre Dorking. El II. Gruppe es va retirar del Front del Canal el 2 de novembre i es va traslladar a München Gladbach, l'actual Mönchengladbach, el 5 de novembre per a un període de descans i reposició.  El Gruppe també havia perdut el seu comandant, Ensslen, que va caure en acció el 2 de novembre. Ensslen va ser substituït per Hauptmann Erich Woitke. El 22 de desembre, II. Gruppe va rebre l'ordre d'arribar al camp d'aviació de Leeuwarden, on se'ls va encarregar de fer patrulles de caces volants al llarg de la costa holandesa del mar del Nord. El 15 de gener de 1941, el Gruppe es va traslladar a l'aeròdrom d'Ypenburg on es va quedar fins al 10 de febrer. El Gruppe es va traslladar a Berck-sur-Mer el 14 de febrer, on Steinhoff va afirmar haver abatut un altre Spitfire en combat aeri, prop de Dungeness. El 17 de maig, II. Gruppe va arribar a Raversijde, el seu darrer aeròdrom prop del canal de la Manxa. Dos dies després, Steinhoff va afirmar haver abatut dos Spitfires més en una missió a Canterbury. El 9 de juny, els elements aeris de II. Gruppe va començar a traslladar-se a l'est.

#### Operació Barbarroja

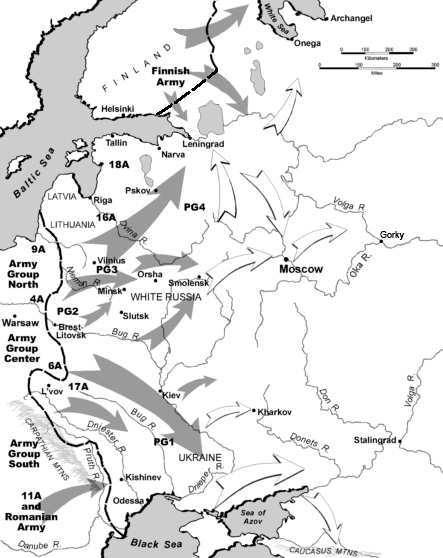
Mapa que indica el pla d'atac de l'operació Barbarroja.

En preparació de l'operació Barbarroja, la invasió alemanya de la Unió Soviètica, el II. Gruppe de JG 52, sense un període de reposició a Alemanya, va rebre l'ordre d'arribar als aeròdroms propers a la línia de demarcació germano-soviètica. Mentre que el Gruppenstab (unitat de la seu del grup) i el 4. Staffel estaven basats a Suwałki al nord-est de Polònia, el 5. i el 6. Staffel van ser traslladats a un camp d'aviació d'avantguarda a Sobolewo. Per a la invasió, el II. Gruppe del JG 52 estava subordinat al Geschwaderstab (unitat de la seu) del Jagdgeschwader 27 (JG 27—27a Ala de Caces). El Geschwader va formar part del VIII. Fliegerkorps comandat pel Generaloberst Wolfram Freiherr von Richthofen que donava suport a l'ala nord del Grup d'Exèrcits Centre.
El 22 de juny, les forces alemanyes van llançar l'atac a la Unió Soviètica que va obrir el  front oriental. El Gruppe va donar suport a l'avanç del 9. Armee i el 3r Grup Panzer en el seu atac a les fortificacions frontereres a l'est i al sud-est de Suwałki. Aquell dia, Steinhoff va reclamar un caça soviètic Polikarpov I-153 abatut prop de Varėna a Lituània. El 25 de juny, el Gruppe es va traslladar a un aeròdrom de Varėna que havia estat ocupat anteriorment per les Forces Aèries Soviètiques (VVS— Voyenno-Vozdushnye Sily). L'endemà, Steinhoff va reclamar un bombarder Iliuixin DB-3 abatut al sud de Varėna. El 28 de juny, el Gruppe es va traslladar a Maladzietxna, donant suport a l'avanç del 3r Grup Panzer prop de Barysaw.
El 24 d'agost, II. Gruppe va rebre l'ordre d'anar a un camp d'aviació a Spasskaya Polist al riu Polist, al sud de Txudovo i al nord de Nóvgorod al llac Ilmen, donant suport al 18. Armee en el seu avanç cap al Neva i el llac Ladoga. Aquí, Steinhoff va reclamar la seva 35a victòria aèria el 29 d'agost, per la qual va rebre la Creu de Cavaller de la Creu de Ferro l'endemà.

#### Front oriental
El 24 de gener de 1942, després d'haver estat retirat del front oriental, el II. Gruppe va arribar a Jesau prop de Königsberg, per a un període de recuperació i reposició. Aquell dia, el comandant del Gruppe, Woitke, va ser transferit. L'1 de març, Steinhoff es va convertir en el seu nou Gruppenkommandeur (comandant del grup). En conseqüència, el comandament del 4. Staffel va ser lliurat a l'Oberleutnant Gerhard Barkhorn. A Jesau, el Gruppe va rebre molts avions Bf 109 F-4 nous de fàbrica. El 14 d'abril, el II. Gruppe va rebre ordres de traslladar-se a Pilsen, per traslladar-se al front oriental.
El 20 d'agost, el II Gruppe va rebre l'ordre de dirigir-se a Tusov, que es troba a uns 25 quilòmetres (16 milles) al sud-oest de Kalach-na-Donu, a la riba occidental del Don, on el Gruppe operava a l'àrea de combat de Stalingrad. Aquí, Steinhoff va aconseguir la seva victòria aèria número 100 el 31 d'agost quan va abatre dos caces LaGG-3. Va ser el 18è pilot de la Luftwaffe a assolir la marca del Cent. L'1 de setembre, el II. Gruppe va rebre l'ordre d'arribar al camp d'aviació de Kertx a la península de Kertx. L'objectiu era capturar la península de Taman i Novorossiysk. Aquí, a Steinhoff se li va atribuir la destrucció d'un dragamines i l'enfonsament d'una barca a motor.
El 2 de setembre, Steinhoff va rebre la Creu de Cavaller de la Creu de Ferro amb Fulles de Roure. Va ser el 115è membre de les forces armades alemanyes a rebre aquest honor. El 4 de novembre, Steinhoff, juntament amb Alfred Druschel, Ernst-Wilhelm Reinert, Günther Rall i Max Stotz van rebre personalment les Fulles de roure de mans d'Adolf Hitler. L'11 de desembre, durant la batalla de Stalingrad, Steinhoff va ser colpejat per l'artilleria antiaèria en el seu Bf 109 G-2 ( Werknummer 13853—número de fàbrica), resultant en un aterratge d'emergència prop d'Oblivskaia.

#### Comandant d'ala
Steinhoff va deixar el JG 52 el 24 de març de 1943 i li va lliurar el II. Grup al Hauptmann Helmut Kühle. L'1 d'abril, se li va donar el comandament del Jagdgeschwader 77 (JG 77—77a Ala de Caces) com a Geschwaderkommodore (comandant d'ala) després que el seu antic comandant, el major Joachim Müncheberg, hagués mort en acció el 23 de març. Steinhoff va prendre el comandament del JG 77 el 3 d'abril. En aquell moment, el Geschwader estava basat en un camp d'aviació al nord de Sfax, Tunísia i lluitava a la campanya del nord d'Àfrica.  L'endemà, Steinhoff va reclamar la seva única victòria aèria al nord d'Àfrica quan va abatre un caça Spitfire en una missió a El Guettar. El 5 d'abril, va ser abatut per un caça Spitfire que va resultar en un aterratge forçat a La Fauconnerie que va destruir el seu Bf 109 G-6 ( Werknummer 16492).

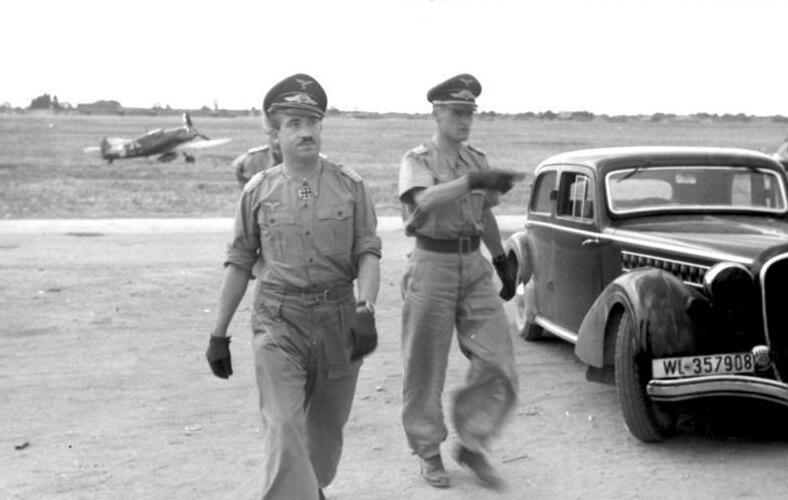
Galland i Lützow, Sicília 25 de juny de 1943

Abans del migdia del 25 de juny, el radar de la Luftwaffe a Monte Erice va detectar una gran formació de bombarders de quatre motors de les Forces Aèries de l'Exèrcit dels Estats Units (USAAF) al nord de Sicília. La Luftwaffe va suposar inicialment que els bombarders anaven cap a Nàpols. En realitat, els 124 bombarders Boeing B-17 Flying Fortress van atacar Messina, causant danys importants. Les defenses aèries de la Luftwaffe van ser coordinades pel Generalmajor Adolf Galland, el General der Jagdflieger (General de la Força de Caça), i el seu Inspekteur der Jadgflieger Süd (Inspector de Pilots de Caça Sud), Oberst Günther Lützow, personalment. Galland tenia la intenció de consolidar els caces tant del JG 77 com del Jagdgeschwader 53 (JG 53—53a Ala de Caces) i portar els caces en formació tancada fins a un punt d'intercepció. Com que l'objectiu es va equivocar, els bombarders només van poder ser interceptats al seu retorn. Galland va recórrer aproximadament 80 caces de Stab , I., II. Grup de JG 77 i Grup de JG 53 a les 12:55. A causa de les condicions meteorològiques boiroses, la formació alemanya es va estendre i no va poder trobar els bombarders ràpidament. El combustible ja s'estava esgotant quan els bombarders van ser detectats a uns 150 quilòmetres (93 milles) al nord-oest de Trapani. Només uns quants caces de la Luftwaffe van arribar als bombarders, inclòs Steinhoff que va abatre un B-17.
Steinhoff va ser ascendit a Oberstleutnant l'1 d'abril de 1944. El 14 de juliol, el Bf 109 G-6 de Steinhoff va ser danyat en combat aeri amb els caces Spitfire i els bombarders Martin B-26 Marauder prop de Mòdena. En aquest enfrontament, Steinhoff va reclamar un dels B-26 danyat. Després d'unes reunions celebrades pel Jagdfliegerführer Oberitalien (líder de caça del nord d'Itàlia) i pel personal de la Luftflotte 2, es van emetre ordres el 23 de juliol de retirar el I. Gruppe de JG 77 i I. Gruppe de Jagdgeschwader 4 (JG 4—4a Ala de Caces) a Alemanya per un període de descans i reposició. L'endemà, Steinhoff va volar a Berlín per a una reunió celebrada pel general der Jagdflieger . Steinhoff va romandre a Alemanya fins a principis de setembre de 1944 a Alemanya. Durant aquesta estada el 28 de juliol, Steinhoff va rebre la Creu de Cavaller de la Creu de Ferro amb Fulles de Roure i Espases. Va ser el 82è membre de les forces armades alemanyes a ser homenatjat. El 9 de setembre, el Geschwaderstab del JG 77 es va retirar d'Itàlia i es va traslladar a Pișcolt on va passar sota el control de la Luftflotte 4 que lluitava al front oriental.
El 10 d'octubre, el JG 77 es va traslladar a un aeròdrom prop de Berlín. El Geschwaderstab i l'I. Gruppe tenien la seu a Schönwalde, II. Gruppe a Eggersdorf mentre III. Gruppe tenia la seu a Neuruppin. A finals d'octubre, el Geschwaderstab va rebre de fàbrica nous avions de caça Bf 109 G-10. El 7 de novembre, Steinhoff va abandonar el JG 77 i va ser substituït pel major Johannes Wiese. En total, Steinhoff havia volat 100 missions de combat i havia aconseguit onze victòries aèries mentre servia amb el JG 77. L'11 de novembre, el Reichsmarschall Hermann Göring, en el seu paper de comandant en cap de la Luftwaffe, va organitzar un reunió d'oficials d'alt rang de la Luftwaffe, inclòs el general der Jagdflieger Galland i Steinhoff. La reunió, també anomenada "Areopag", es va celebrar a la Luftkriegsakademie (acadèmia de guerra aèria) a Berlín-Gatow. Aquesta versió de la Luftwaffe de l'Areòpag grec —un tribunal de justícia— tenia com a objectiu trobar solucions al deteriorament de la situació de guerra aèria sobre Alemanya. En aquesta reunió, Galland va preguntar a Steinhoff si estaria interessat a comandar la primera unitat de caces de reacció.

#### Volant el Messerschmitt Me 262
El Jagdgeschwader 7 "Nowotny" (JG 7—7a Ala de Caces) "Nowotny" va ser la primera ala de caça de reacció operativa del món i va rebre el nom de Walter Nowotny, que va morir en acció el 8 de novembre de 1944. Nowotny havia estat avaluant l'avió de reacció Messerschmitt Me 262 en condicions operatives. El JG 7 estava equipat amb el Me 262, un avió fortament armat i més ràpid que qualsevol caça aliat. Galland esperava que el Me 262 compensaria la superioritat numèrica dels Aliats. El 12 de novembre de 1944, l'Oberkommando der Luftwaffe va ordenar que el JG 7 fos equipat amb el Me 262. Després de l'intercanvi amb Steinhoff a l'"Areopag", Galland va nomenar Steinhoff com el seu primer Geschwaderkommodore..
A Steinhoff se li va permetre escollir a mà diversos Staffelkapitäne, inclosos Heinz Bär i Gerhard Barkhorn. Després de les grans pèrdues patides durant l'operació Bodenplatte, Steinhoff i altres líders de caces van caure en desgracia després de l'anomenada "Revolta dels Pilots de Caça" contra el que es va percebre com la incompetència de l'alt comandament de la Luftwaffe i Göring en particular. Juntament amb diversos altres, Steinhoff va ser rellevat del seu comandament per desafiar el lideratge de Göring. El 26 de desembre, Steinhoff va ser substituït pel major Theodor Weissenberger com a comandant del JG 7.
Després d'un breu període a l'exili intern, Steinhoff es va traslladar a la unitat Jet Experten Jagdverband 44 (JV 44—44è Destacament de Caces) formada pel seu amic i confident Adolf Galland a principis de 1945. Steinhoff va actuar inicialment com a oficial de reclutament de facto, persuadir una sèrie d'assos veterans de la Luftwaffe perquè s'unís a la unitat, alguns sortint de la Casa de descans dels pilots de caça a Bad Wiessee per fer-ho. Steinhoff va anotar sis victòries confirmades amb la unitat. Steinhoff va sobreviure a gairebé 1.000 missions de combat, només per veure que la seva carrera de vol s'acabava a terra.
El 18 d'abril de 1945, elements de la Vuitena, Novena i Quinzena forces aèries de l'USAAF van atacar objectius ferroviaris i dipòsits de combustible al sud d'Alemanya i a la zona de Praga i Pilsen. Per defensar-se d'aquest atac, el JV 44 va preparar sis caces Me 262, la meitat d'ells equipats amb els coets aire-aire no guiats R4M. Els sis caces Me 262 es van agrupar en dos vols de tres avions cadascun, anomenats Kette (formació Vic) per la Luftwaffe. El primer Kette va ser dirigit per Galland, i incloïa l'Oberleutnant Franz Stigler i el Leutnant Klaus Neumann. Mentre que Steinhoff va liderar la segona Kette amb el Hauptmann Walter Krupinski i el Leutnant Gottfried Fährmann. Galland va sortir primer, amb Stigler seguit de Neumann. Després van venir Steinhoff, Krupinski a la seva esquerra i Fährmann a la seva dreta. Durant l'acceleració, la roda esquerra de Steinhoff va impactar amb restes, fent que el seu Me 262 esclatés cap a l'esquerra, gairebé provocant una col·lisió amb Krupinski que va aconseguir aixecar-se just a temps. Tanmateix, el Me 262 de Steinhoff va sortir corrent de la pista i va explotar en flames.
Aquest accident va deixar a Steinhoff permanentment desfigurat després de rebre importants cremades a la major part del seu cos. Steinhoff va passar dos anys a l'hospital i anys de cirurgia reconstructiva, amb les seves parpelles reconstruïdes pel cirurgià britànic George Henry Morley al Princess Mary's Royal Air Force Hospital Halton després de la guerra, la seva 69a cirurgia.
El seu rècord de guerra va ser de 176 avions destruïts, dels quals 152 estaven al front oriental, 12 al front occidental i 12 al Mediterrani. També va fer 993 sortides operatives. Steinhoff va ser abatut 12 vegades, però només va ser rescatat una vegada. Explicant la seva preferència per quedar-se amb el seu avió danyat, Steinhoff va admetre: "Només vaig saltar una vegada. Mai vaig confiar en els paracaigudes. Sempre vaig aterrar els meus avions danyats, amb l'esperança de no rebotar en el camí quan perdia energia".

### Vida i servei posteriors
Després de la Segona Guerra Mundial, Steinhoff va continuar sotmès a cirurgia fins que va ser donat d'alta d'un hospital l'any 1947. Després va treballar en pintura ceràmica i per a una empresa de màrqueting a Munic abans de convertir-se en membre de la delegació alemanya que treballava en el Tractat que estableix la Comunitat Europea de Defensa. Steinhoff va entrar llavors a l'Amt Blank (Agència en blanc), que porta el nom de Theodor Blank, el precursor del Ministeri Federal de Defensa alemany. Steinhoff després es va transferir a la recentment creada Força Aèria alemanya, en aquell moment coneguda com la Bundesluftwaffe. Va ser un dels tres primers pilots de la Bundesluftwaffe a rebre formació en avions a reacció. Aquest grup també incloïa Dietrich Hrabak i Kurt Kuhlmey. Tots tres van ser entrenats per la Força Aèria dels Estats Units als Estats Units. L'1 d'octubre de 1958, Steinhoff va ser ascendit a Brigadegeneral. 

### Amb la Força Aèria alemanya i l'OTAN

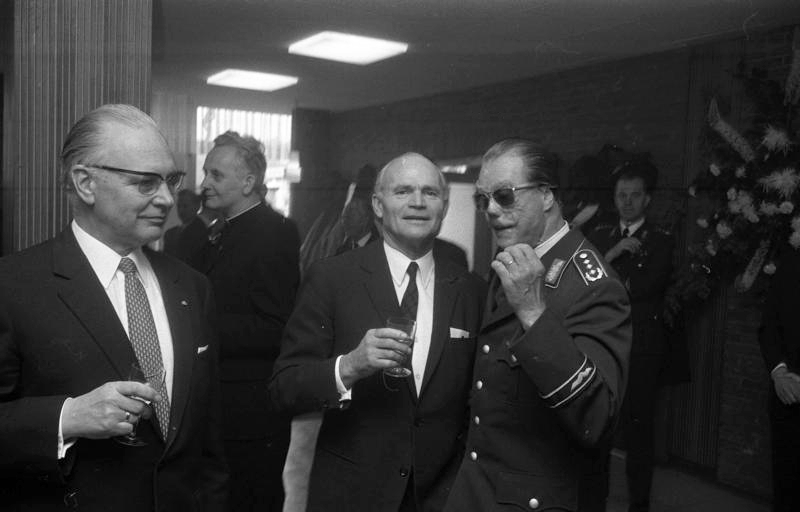
Johannes Steinhoff a l'OTAN

Steinhoff va ser convidat pel nou govern interí d'Alemanya Occidental a reconstruir la Bundesluftwaffe dins de l'OTAN, arribant finalment al rang de general. Steinhoff es va convertir en el representant militar alemany al Comitè Militar de l'OTAN l'any 1960. En aquesta qualitat va ser ascendit a general major l'1 de febrer de 1961. El 4 de desembre de 1963, Steinhoff va ser nomenat comandant de la 4a Luftwaffendivision (4a. Divisió Aèria) a Aurich, servint en aquest paper fins al 14 d'abril de 1965 quan hi havia el comandament transferit al general major Herbert Wehnelt. Steinhoff va exercir després com a comandant en funcions de les Forces Aèries Aliades d'Europa Central a l'OTAN 1965–1966, com a inspector de la Força Aèria 1966–1970 i com a president del Comitè Militar de l'OTAN 1971–1974. Steinhoff va rebre nombrosos honors pel seu treball sobre l'estructura de la Força Aèria alemanya de postguerra i la integració de les Forces Armades Federals alemanyes a l'OTAN, incloent la Gran Creu al Mèrit del Mèrit de la República Federal amb Estrella i Faixa, la Legió del Mèrit americana i la Legió d'honor.

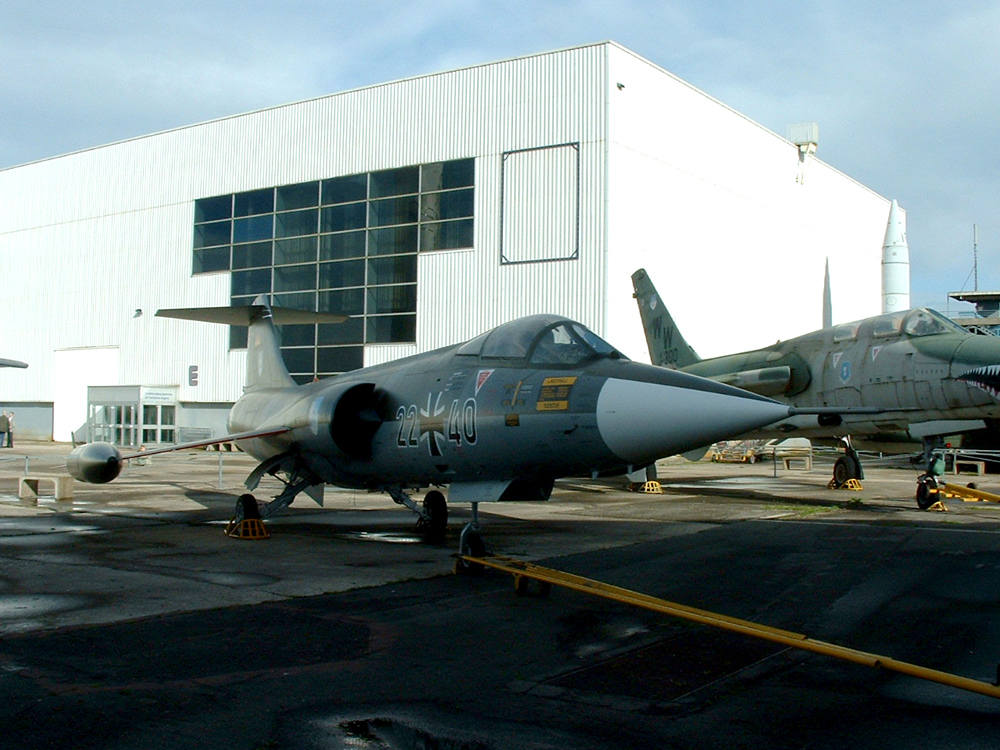
Un antic caça F-104 Starfighter de la Luftwaffe a Le Bourget.

Una de les contribucions de Steinhoff va ser tractar amb l'alta taxa d'accidents que la força aèria estava tenint amb els seus F-104 Starfighters. En investigar el tema, Steinhoff, que sempre havia estat un bon professor, va deduir que el problema no era l'avió, sinó la mala formació dels pilots d'aquell avió en particular. Va abordar el problema amb un règim d'entrenament intensiu i la sinistralitat va baixar dràsticament.
Després de retirar-se del seu comandament de l'OTAN el 1974, Steinhoff es va convertir en un autor molt llegit de llibres sobre l'aviació militar alemanya durant la guerra i les experiències del poble alemany en aquell moment. Va escriure The Final Hours, que detallava un complot de finals de la guerra contra Hermann Göring, i també va publicar un relat viu del seu temps a Itàlia: Messerschmitts over Sicily: Diary of a Luftwaffe Fighter Commander. Steinhoff també es va convertir en aquarel·lista i president de la Dornier Flugzeugwerke d'Alemanya.
Steinhoff, que s'havia unit a la junta de supervisió de Dornier el 28 de juny de 1974, no va estar exempt de polèmica perquè Dornier era un gran contractista de la Força Aèria alemanya. El ministre de Defensa, Georg Leber, va anunciar que Steinhoff no era membre del Bundeswehr, sinó de l'OTAN. En conseqüència, la seva transició no entrava sota les regulacions que prohibeixen aquest tipus de publicacions als soldats de la Bundeswehr. El 16 de desembre de 1977, Steinhoff va esdevenir president del consell de supervisió de Dornier i va ocupar aquest càrrec fins a l'1 de juliol de 1983.

### Polèmica del cementiri de Bitburg
El maig de 1985, Steinhoff va conèixer Ronald Reagan, llavors president dels Estats Units, durant una visita al cementiri militar de Kolmeshöhe de la Segona Guerra Mundial prop de Bitburg. L'acte estava previst per ser un acte de reconciliació en el 40è aniversari del Dia de la VE. Reagan i el canceller d'Alemanya Occidental Helmut Kohl havien de presentar els seus respectes al cementiri militar alemany. No obstant això, el president dels Estats Units es va enfrontar a pressions nacionals i polítiques per cancel·lar la visita de grups jueus americans i veterans americans de la Segona Guerra Mundial després que es descobrís que 22 homes de les Waffen-SS estaven enterrats entre les 2.000 tombes militars. La presència de soldats nazis va provocar la polèmica perquè la totalitat de les SS havia estat condemnada com a organització criminal als judicis de Nuremberg. Encara que no formava part de l'itinerari original, com a part del seu propi gest de reconciliació, Reagan i Kohl van fer una visita improvisada al camp de concentració de Bergen-Belsen abans de visitar Bitburg, reduint així el temps que Reagan havia de passar al cementiri militar de Kolmeshöhe a només vuit minuts. Es va unir a ell Steinhoff, Kohl i el general de l'exèrcit nord-americà Matthew Ridgway, de 90 anys, que havia comandat la 82a Aerotransportada durant la Segona Guerra Mundial. Després que Reagan hagués col·locat una corona de flors al memorial del cementiri, tots es van posar en posició de ferms mentre es tocava una breu salutació de trompeta. Al final, Steinhoff es va girar de sobte i, en un acte sense guió, va donar la mà a Ridgway. Un Kohl sorprès després va agrair a Steinhoff les seves accions, que després va dir que semblava que era el correcte.

### Mort

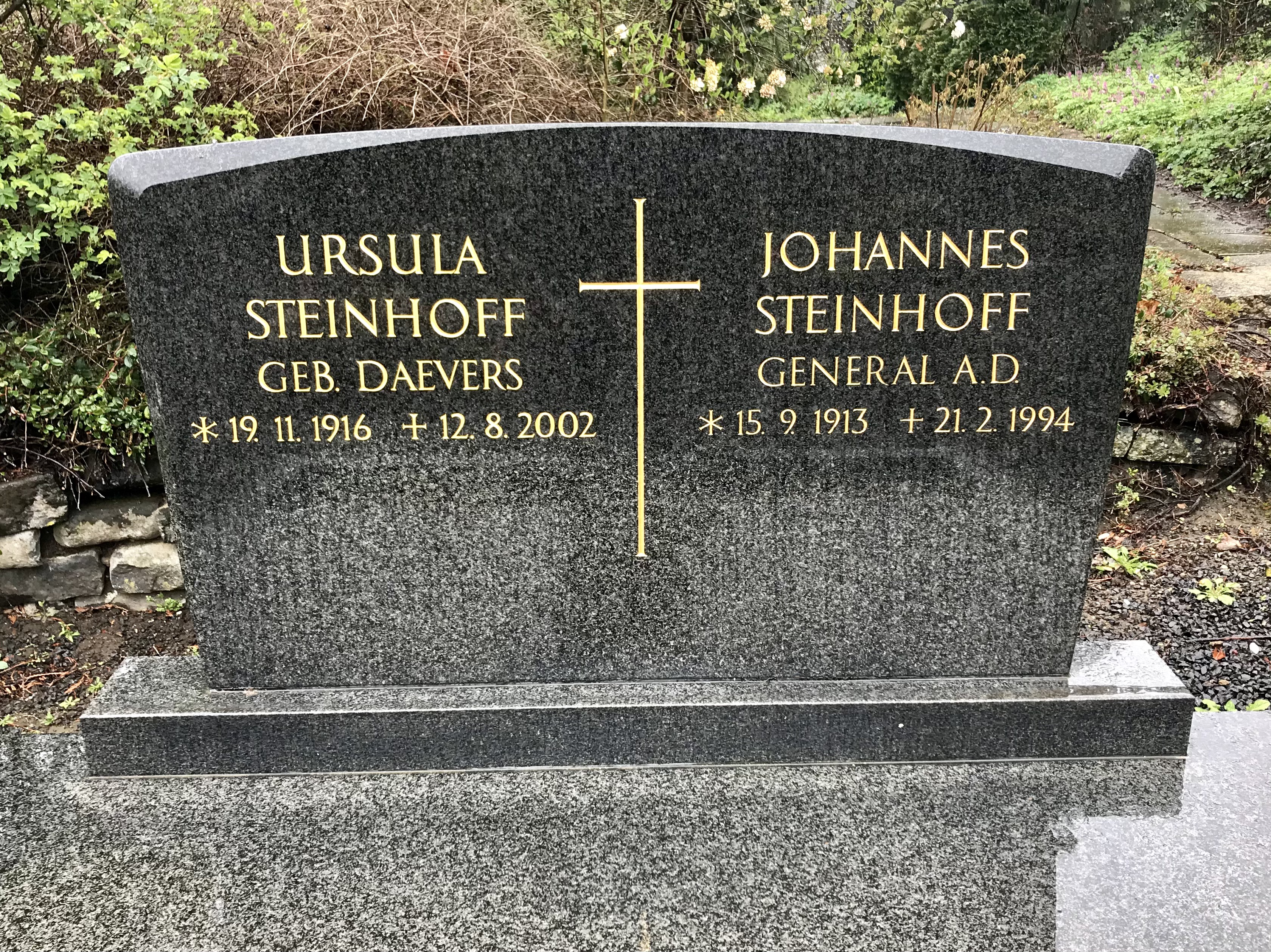
Tombes d'Ursula i Johannes Steinhoff a Villip, Wachtberg.

El 21 de febrer de 1994, Steinhoff va morir a Wachtberg-Pech per complicacions derivades d'un atac de cor que havia patit el desembre anterior. Tenia 80 anys i havia viscut a Bad Godesberg.

## Resum de carrera

### Historial de promocions
Leutnant - 1 d'abril de 1936.
Oberleutnant - 1 de gener de 1939
(...)
Oberstleutnant - 1 d'abril de 1944.
(...)
Brigadegeneral - 1 d'octubre de 1958
Majorgeneral - 1962.

### Condecoracions
Gran Creu de l'orde al Mèrit de la República Federal Alemanya amb Estrella i Banda (4 de juliol de 1972)
 Creu de Cavaller de la Creu de Ferro amb Fulles de Roure i Espases
 Creu de Cavaller de la Creu de Ferro - 30 d'agost de 1941 com Oberleutnant i Staffelkapitän del 4./Jagdgeschwader 52
 Fulles de Roure - 2 de setembre de 1942 (115è) com Hauptmann i Gruppenkommandeur del II./Jagdgeschwader 52
 Espases -  28 de juliol de 1944 (82è) com Oberstleutnant i Geschwaderkommodore del Jagdgeschwader 77
 Copa d'Honor de la Luftwaffe – 18 d'agost de 1941
 Creu de Ferro de 1a classe 
 Creu de Ferro de 2a classe
 Medalla de Plata dels 4 anys de servei a la Luftwaffe
 Passador de Pilot de la Lufwaffe en Or amb senyal "900" (per 300 missions)
 Insígnia Combinada de Pilot-Observador
 Insígnia de Ferits 1939 en Or
 Legió del Mèrit – 1970 (Estats Units)
 Comandant de la Legió d'Honor (Març de 1972) (França)

### Reclamacions de victòria aèria
Segons l'historiador nord-americà David T. Zabecki, Steinhoff va assolir 176 victòries aèries. Spick també l'enumera amb 176 victòries aèries reclamades en 993 missions de combat. Aquest nombre inclou 148 reclamacions al front oriental i 28 reclamacions sobre els aliats occidentals , incloent sis que volen amb el caça Me 262. Mathews i Foreman, autors de Luftwaffe Aces — Biographies and Victory Claims, van investigar els Arxius Federals alemanys i van trobar registres de 168 reivindicacions de victòria aèria, més nou afirmacions més no confirmades. Aquesta xifra de reclamacions confirmades inclou 149 victòries aèries al front oriental i 19 al front occidental, inclosos tres bombarders de quatre motors i sis victòries amb el caça de reacció Me 262.
Les reclamacions de victòria es van registrar en un mapa de referència (PQ = Planquadrat ), per exemple "PQ 95371". El mapa de quadrícula de la Luftwaffe (Jägermeldenetz) cobria tot Europa, l'oest de Rússia i el nord d'Àfrica i estava compost per rectangles que mesuraven 15 minuts de latitud per 30 minuts de longitud, una àrea d'unes 360 milles quadrades (930 km2). Aquests sectors es van subdividir després en 36 unitats més petites per donar una àrea d'ubicació de 3 km × 4 km (1,9 milles × 2,5 milles) .
| Crònica de victòries aèries | Crònica de victòries aèries | Crònica de victòries aèries | Crònica de victòries aèries | Crònica de victòries aèries                          | Crònica de victòries aèries | Crònica de victòries aèries | Crònica de victòries aèries | Crònica de victòries aèries | Crònica de victòries aèries                                 |
| --- | --------------------------- | --------------------------- | --------------------------- | ---------------------------------------------------- | --------------------------- | --------------------------- | --------------------------- | --------------------------- | ----------------------------------------------------------- |
| Això i el ♠ ( As de piques ) indiquen aquelles victòries aèries que van fer de Steinhoff un "as en un dia", un terme que designa un pilot de caça que ha abatut cinc o més avions en un sol dia. Això i el - (guió) indiquen reclamacions de victòries aèries no presenciades per les quals Steinhoff no va rebre crèdit. Això juntament amb l'* (asterisc) indica un Herausschuss (tret de separació): un bombarder pesat molt danyat forçat a separar-se de la seva caixa de combat, la qual cosa es va comptar com una victòria aèria. Això i el? (signe d'interrogació) indica discrepàncies d'informació enumerades per Barbas, Prien, Stemmer, Rodeike, Bock, Mathews i Foreman. |                             |                             |                             |                                                      |                             |                             |                             |                             |                                                             |
| Victòria | Data                        | Hora                        | Tipus                       | Localització                                         | Victòria                    | Data                        | Hora                        | Tipus                       | Localització                                                |
| – 10(Nacht). Staffel of Jagdgeschwader 26 "Schlageter" – "Phoney War" — 1 de setembre de 1939 – 9 de maig de 1940 |                             |                             |                             |                                                      |                             |                             |                             |                             |                                                             |
| 1 | 18 de desembre de 1939      | 14:30                       | Wellington                  | 30 km (19 mi) al sud-oest de Heligoland              | 2                           | 18 de desembre de 1939      | 14:35                       | Wellington                  | 30 km (19 mi) al sud-oest de Heligoland                     |
| – 11(Nacht). Staffel of Jagdgeschwader 2 "Richthofen" – Batalla de França — 10 de maig de – 25 de juny de 1940 |                             |                             |                             |                                                      |                             |                             |                             |                             |                                                             |
| 3 | 10 de maig de 1940          | —                           | Blenheim                    | La Haia                                              | 4                           | 10 de maig de 1940          | —                           | Blenheim                    | Düsseldorf                                                  |
| – 4. Staffel of Jagdgeschwader 52 – Acció sobre el Canal i sobre Anglaterra— 26 de juny de 1940 – 9 de juny de 1941 |                             |                             |                             |                                                      |                             |                             |                             |                             |                                                             |
| 5 | 30 de setembre de 1940      | 13:45                       | Spitfire                    | Dorking                                              | 7                           | 19 de maig de 1941          | 12:40                       | Spitfire                    | nord de Dover Canterbury                                    |
| 6 | 14 February 1941            | 13:00                       | Spitfire                    | 30 km (19 mi) nord de Dungeness                      | 8                           | 19 de maig de 1941          | 12:45                       | Spitfire                    | nord de Dover                                               |
| – 4. Staffel of Jagdgeschwader 52 – Operació Barbarroja — 22 de juny de – 5 de desembre de 1941 |                             |                             |                             |                                                      |                             |                             |                             |                             |                                                             |
| 9 | 22 de juny de 1941          | 10:00                       | I-15?                       | Varėna                                               | 31                          | 26 d'agost de 1941          | 08:55                       | I-17 (MiG-1)                | Mal. Bronitza                                               |
| 10 | 26 de juny de 1941          | 09:32                       | DB-3                        | sud de Varėna                                        | 32                          | 26 d'agost de 1941          | 08:58                       | I-17 (MiG-1)                | 15 km (9.3 mi) sud-est de Lyuban                            |
| 11 | 1 de juliol de 1941         | 18:26                       | I-16                        | nord de Barysaw                                      | 33                          | 27 d'agost de 1941          | 15:38                       | R-5                         | 6 km (3.7 mi) nord-est de Ljesja                            |
| 12 | 2 de juliol de 1941         | 17:22                       | DB-3                        | Barysaw                                              | 34                          | 27 d'agost de 1941          | 15:39                       | R-5                         | 3 km (1.9 mi) nord-est de Ljesja                            |
| 13? | 2 de juliol de 1941         | —                           | DB-3                        | sud de Barysaw                                       | 35                          | 29 d'agost de 1941          | 15:10                       | I-15                        | sud-est de Kolpino                                          |
| 14 | 2 de juliol de 1941         | 17:34                       | DB-3                        | sud de Smalyavichy                                   | 36                          | 1 de setembre de 1941       | 15:15                       | DB-3                        | 30 km (19 mi) nord-est de Lyuban                            |
| 15 | 3 de juliol de 1941         | 18:19                       | DB-3                        | nord-est de Barysaw                                  | 37                          | 6 de setembre de 1941       | 11:55                       | I-18 (MiG-1)                | 1 km (0.62 mi) nord-oest de la línia fèrria de Mga          |
| 16 | 3 de juliol de 1941         | 18:30                       | DB-3                        | nord-est de Barysaw                                  | 38                          | 6 de setembre de 1941       | 16:47                       | I-18 (MiG-1)                | Estació ferroviària de Makovo                               |
| 17 | 4 de juliol de 1941         | 12:02                       | DB-3                        | oest de Vitebsk                                      | 39                          | 26 de setembre de 1941      | 07:55                       | I-18 (MiG-1)                | 10 km (6.2 mi) oest de Wolchowstroj                         |
| 18 | 5 de juliol de 1941         | 06:28                       | DB-3                        | nord de Ulla                                         | 40                          | 3 d'octubre de 1941         | 14:17                       | I-153                       | 10 km (6.2 mi) nord-est de Chełm                            |
| 19 | 6 de juliol de 1941         | 12:40                       | DB-3                        | nord de Dzisna                                       | 41                          | 5 d'octubre de 1941         | 07:10                       | I-18 (MiG-1)                | 30 km (19 mi) nord-oest de Vyazma                           |
| 20 | 7 de juliol de 1941         | 12:15                       | DB-3                        | oest de Polotsk                                      | 42                          | 6 d'octubre de 1941         | 06:25?                      | I-16                        | 10 km (6.2 mi) sud-est de Chełm                             |
| 21? | 9 de juliol de 1941         | —                           | Pe-2                        | nord-oest de Besvhenkowitschi                        | 43                          | 18 d'octubre de 1941        | 15:17                       | Pe-2                        | nord de Kalinin                                             |
| 22 | 22 de juliol de 1941        | 11:05                       | I-16                        | sud de Wyssokaja                                     | 44                          | 18 d'octubre de 1941        | 15:18                       | Pe-2                        | Kalinin                                                     |
| 23 | 26 de juliol de 1941        | 05:12                       | V-11 (Il-2)                 | nord-est de Yartsevo                                 | 45                          | 24 d'octubre de 1941        | 15:55                       | Pe-2                        | al sud-oest de Kalinin                                      |
| 24 | 27 de juliol de 1941        | 18:05                       | I-18 (MiG-1)                | nord de Vyazma                                       | 46                          | 14 de novembre de 1941      | 15:55?                      | I-18 (MiG-1)                | 5 km (3.1 mi) sud de Vyazma                                 |
| 25 | 28 de juliol de 1941        | 17:35                       | I-18 (MiG-1)                | 6 km (3.7 mi) est de Gorky                           | 47                          | 26 de novembre de 1941      | 13:20?                      | I-26 (Yak-1)                | 10 km (6.2 mi) sud de Stolnetschnogorst                     |
| 26 | 29 de juliol de 1941        | 17:28                       | DB-3                        | nord-oest de Lake Tschutsche                         | 48                          | 28 de novembre de 1941      | 09:20                       | Il-2                        | 10 km (6.2 mi) est de Istra                                 |
| 27 | 29 de juliol de 1941        | 17:34                       | DB-3                        | al sud-oest de Tschernaja                            | 49                          | 28 de novembre de 1941      | 14:50                       | BB-22 (Seversky)            | 10 km (6.2 mi) al sud-oest de Stolnetschnogorst             |
| 28 | 10 d'agost de 1941          | 13:35?                      | I-16                        | 8 km (5.0 mi) nord de Shimsk                         | 50                          | 2 de desembre de 1941       | 08:25                       | BB-22 (Seversky)            | Belji-Rast                                                  |
| 29 | 25 d'agost de 1941          | 12:10                       | I-16                        | 10 km (6.2 mi) nord-oest de Tosno                    | 51                          | 2 de desembre de 1941       | 14:30                       | BB-22 (Seversky)            | 10 km (6.2 mi) oest de Moscow                               |
| 30 | 26 d'agost de 1941          | 08:50                       | I-17 (MiG-1)                | 10 km (6.2 mi) al sud-oest de Lyuban                 |                             |                             |                             |                             |                                                             |
| – II. Gruppe of Jagdgeschwader 52 – Front Oriental — 7 de maig de 1942 – 3 de febrer de 1943 |                             |                             |                             |                                                      |                             |                             |                             |                             |                                                             |
| 52 | 9 de maig de 1942           | 04:00                       | I-153                       | 5 km (3.1 mi) oest de Akmonaj                        | 102                         | 8 de setembre de 1942       | 14:40                       | LaGG-3                      | 5 km (3.1 mi) nord-est de Malgobek                          |
| 53 | 9 de maig de 1942           | 12:43                       | I-153                       | 2 km (1.2 mi) oest de Sedshent                       | 103                         | 8 de setembre de 1942       | 14:42                       | LaGG-3                      | 5 km (3.1 mi) nord-est de Malgobek                          |
| 54 | 15 de maig de 1942          | 04:17                       | MiG-1                       | Staryi Saltiv                                        | 104                         | 10 de setembre de 1942      | 14:25                       | LaGG-3                      | 10 km (6.2 mi) sud-est de Malgobek                          |
| 55 | 17 de maig de 1942          | 09:34                       | MiG-1                       | Borogoditschnoje                                     | 105                         | 16 de setembre de 1942      | 16:20                       | LaGG-3                      | 5 km (3.1 mi) nord de Kalinowskaja                          |
| 56 | 19 de maig de 1942          | 08:35                       | MiG-1                       | 3 km (1.9 mi) oest de Jaskow                         | 106                         | 17 de setembre de 1942      | 14:40                       | Su-2                        | 5 km (3.1 mi) nord-oest de Meckenskaja                      |
| 57 | 19 de maig de 1942          | 14:55                       | Il-2                        | 20 km (12 mi) sud de Izium                           | 107                         | 17 de setembre de 1942      | 16:40                       | LaGG-3                      | 2 km (1.2 mi) oest del riu Kalaus                           |
| 58 | 23 de maig de 1942          | 05:45                       | MiG-1                       | 2 km (1.2 mi) sud de Petrowerka                      | 108                         | 20 de setembre de 1942      | 09:40                       | I-16                        | PQ 95371, Gelendzhik                                        |
| 59 | 23 de maig de 1942          | 14:26                       | V-11 (Il-2)                 | 6 km (3.7 mi) nord-oest de Odjanyi                   | 109                         | 26 de setembre de 1942      | 15:39                       | Yak-1                       | 10 km (6.2 mi) nord-est de Gelendzhik                       |
| 60 | 26 de maig de 1942          | 11:30                       | Il-2                        | 4 km (2.5 mi) nord de Petroskaja                     | 110                         | 26 de setembre de 1942      | 15:40                       | Yak-1                       | 10 km (6.2 mi) nord-est de Gelendzhik                       |
| 61 | 26 de maig de 1942          | 17:24                       | Il-2                        | 1 km (0.62 mi) est d'Iwanowka                        | 111                         | 11 de novembre de 1942      | 08:10                       | Yak-1                       | PQ 94161, Lazarevskoye                                      |
| 62 | 2 de juny de 1942           | 12:38                       | I-16                        | 5 km (3.1 mi) est de Grakowo                         | 112                         | 11 de novembre de 1942      | 14:18                       | LaGG-3                      | 10 km (6.2 mi) nord de Lazarevskoye                         |
| 63 | 4 de juny de 1942           | 18:45                       | Il-2                        | 4 km (2.5 mi) est de Grakowo                         | 113                         | 28 de novembre de 1942      | 07:50                       | P-40                        | 5 km (3.1 mi) sud de l'aeròdrom de Pitomnik                 |
| 64 | 14 de juny de 1942          | 16:10                       | LaGG-3                      | 5 km (3.1 mi) oest de Kosorsha                       | 114                         | 28 de novembre de 1942      | 10:40                       | Yak-1                       | PQ 49184, Aeròdrom de Pitomnik                              |
| 65 | 22 de juny de 1942          | 17:55                       | Hurricane                   | 5 km (3.1 mi) nord-oest de Kupiansk                  | 115                         | 30 de novembre de 1942      | 07:45                       | Yak-1                       | 25 km (16 mi) nord-oest de Morozovsk (Morosowskaja)         |
| 66 | 23 de juny de 1942          | 19:21                       | Su-2                        | 5 km (3.1 mi) nord de Kupiansk                       | 116                         | 30 de novembre de 1942      | 07:47?                      | Yak-1                       | 25 km (16 mi) nord de Morosowskaja                          |
| 67 | 1 de juliol de 1942         | 10:05                       | Il-2                        | Krasowka                                             | 117                         | 30 de novembre de 1942      | 10:15                       | Yak-1                       | PQ 39424, Marinowka                                         |
| 68 | 1 de juliol de 1942         | 10:10                       | Boston                      | Krasowka                                             | 118                         | 30 de novembre de 1942      | 10:30                       | P-40                        | PQ 40754, Schirkokow                                        |
| 69 | 3 de juliol de 1942         | 13:15                       | Hurricane                   | 8 km (5.0 mi) est de Novy Oskol                      | 119                         | 1 de desembre de 1942       | 08:20                       | Yak-1                       | 5 km (3.1 mi) sud de Spartek                                |
| 70 | 4 de juliol de 1942         | 10:32                       | LaGG-3                      | 1 km (0.62 mi) al sud-oest d'Ostroghosk              | 120                         | 2 de desembre de 1942       | 12:15                       | Yak-1                       | 5 km (3.1 mi) sud de Bassargewo                             |
| 71 | 10 de juliol de 1942        | 10:30                       | LaGG-3                      |                                                      | 121                         | 7 de desembre de 1942       | 13:23                       | P-40                        | 10 km (6.2 mi) sud-est de Bratkij                           |
| 72 | 17 de juliol de 1942        | 07:55                       | I-16                        |                                                      | 122                         | 8 de desembre de 1942       | 09:10                       | Boston                      | PQ 29253, Sslepichin                                        |
| 73 | 19 de juliol de 1942        | 13:50                       | I-153                       | 5 km (3.1 mi) al sud-oest de Koisug                  | 123                         | 8 de desembre de 1942       | 12:30                       | Boston                      | 10 km (6.2 mi) oest de Karatxev                             |
| 74 | 20 de juliol de 1942        | 16:15                       | LaGG-3                      | 5 km (3.1 mi) sud-est de Batajsk                     | 124                         | 8 de desembre de 1942       | 12:40                       | MiG-1                       | 3 km (1.9 mi) est de Nixnj Kubanskij                        |
| 75 | 23 de juliol de 1942        | 18:10                       | I-16                        | 2 km (1.2 mi) sud de Kastora                         | 125                         | 8 de desembre de 1942       | 12:50                       | MiG-1                       | 3 km (1.9 mi) est de Nixnj Kubanskij                        |
| 76 | 24 de juliol de 1942        | 16:23                       | Il-2                        | 4 km (2.5 mi) sud de Wislyi                          | 126                         | 10 de desembre de 1942      | 11:40                       | LaGG-3                      | 8 km (5.0 mi) oest de l'aeròdrom de Pitomnik                |
| 77 | 25 de juliol de 1942        | 17:40                       | I-153                       | 5 km (3.1 mi) oest de Martinowskaja                  | 127                         | 11 de desembre de 1942      | 09:23                       | Yak-1                       | PQ 29633, al sud-oest de Grosnaja                           |
| 78 | 21 d'agost de 1942          | 16:00                       | I-180 (Yak-7)               | PQ 49411, Stalingrad 5 km (3.1 mi) est de Stalingrad | 128                         | 11 de desembre de 1942      | 09:26                       | Yak-1                       | PQ 2949, Ostrowskoj                                         |
| 79 | 22 d'agost de 1942          | 10:20                       | LaGG-3                      | 1 km (0.62 mi) sud de Serepta                        | 129                         | 12 de desembre de 1942      | 12:22                       | Pe-2                        | PQ 38342, oest de Kotelnikowo                               |
| 80 | 22 d'agost de 1942          | 10:55                       | Hurricane                   | PQ 49411, Stalingrad                                 | 130                         | 13 de desembre de 1942      | 12:15                       | Pe-2                        | PQ 38282, Ssamchin                                          |
| 81♠ | 23 d'agost de 1942          | 05:40                       | LaGG-3                      | 4 km (2.5 mi) sud de Semenk                          | 131                         | 13 de desembre de 1942      | 12:16                       | Yak-1                       | 5 km (3.1 mi) sud de Aksay                                  |
| 82♠ | 23 d'agost de 1942          | 05:50                       | LaGG-3                      | 2 km (1.2 mi) nord de Jaryew                         | 132                         | 17 de desembre de 1942      | 07:10                       | P-40                        | 5 km (3.1 mi) nord de Shutow 2                              |
| 83♠ | 23 d'agost de 1942          | 12:20                       | I-153                       | 10 km (6.2 mi) oest de Gorodischtsche                | 133                         | 17 de desembre de 1942      | 13:15                       | Yak-1                       | 10 km (6.2 mi) nord-est de Shutow 2                         |
| 84♠ | 23 d'agost de 1942          | 15:10                       | I-180 (Yak-7)               | PQ 49413, Krasnaya Sloboda                           | 134                         | 18 de desembre de 1942      | 10:33                       | Yak-1                       | 6 km (3.7 mi) est de Gromoslawka                            |
| 85♠ | 23 d'agost de 1942          | 17:25                       | LaGG-3                      | PQ 49411, Stalingrad                                 | 135                         | 20 de desembre de 1942      | 10:53                       | Yak-1                       | 5 km (3.1 mi) al sud-oest de Vasilyevka                     |
| 86 | 24 d'agost de 1942          | 06:20                       | I-180 (Yak-7)               | PQ 59323, Leninsk                                    | 136                         | 25 de desembre de 1942      | 13:00                       | Yak-1                       | PQ 38241, sud de Shutowo                                    |
| 87 | 25 d'agost de 1942          | 11:05                       | LaGG-3                      | 1 km (0.62 mi) nord de Stalingrad                    | 137                         | 25 de desembre de 1942      | 13:30                       | Pe-2                        | PQ 38334, nord de Tschernj                                  |
| 88 | 25 d'agost de 1942          | 11:07                       | LaGG-3                      | 10 km (6.2 mi) nord-oest de Akhtuba                  | 138                         | 28 de desembre de 1942      | 10:37?                      | La-5                        | 5 km (3.1 mi) nord de Kotelnikowo                           |
| 89 | 25 d'agost de 1942          | 14:45                       | I-180 (Yak-7)               | 2 km (1.2 mi) nord de Saplaunoje                     | 139                         | 28 de desembre de 1942      | 12:55                       | La-5                        | 10 km (6.2 mi) est de Kotelnikowo                           |
| 90 | 25 d'agost de 1942          | 17:37                       | I-180 (Yak-7)               | 5 km (3.1 mi) est de Stalingrad                      | 140                         | 9 de gener de 1943          | 12:43                       | Yak-1                       | PQ 28782, 2 km (1.2 mi) nord de Kuberke railway station     |
| 91 | 27 d'agost de 1942          | 05:35                       | I-180 (Yak-7)               | PQ 49431, Srednyaya Akhtuba                          | 141                         | 9 de gener de 1943          | 12:50                       | Yak-1                       | PQ 28872, 2 km (1.2 mi) est de Matschenkow                  |
| 92 | 27 d'agost de 1942          | 11:34                       | I-180 (Yak-7)               | 1 km (0.62 mi) est de Krasnaya Sloboda               | 142                         | 14 de gener de 1943         | 14:32                       | Il-2                        | PQ 17263, est de Igand                                      |
| 93 | 28 d'agost de 1942          | 14:50                       | LaGG-3                      | PQ 49223, Werchne                                    | 143                         | 14 de gener de 1943         | 14:33                       | La-5                        | PQ 17263, est de Igand                                      |
| 94 | 28 d'agost de 1942          | 14:57                       | LaGG-3                      | 10 km (6.2 mi) est de Rachinka                       | 144                         | 14 de gener de 1943         | 14:33                       | La-5                        | PQ 27242, est de Igand                                      |
| 95♠ | 30 d'agost de 1942          | 13:10                       | LaGG-3                      | 5 km (3.1 mi) nord de Konnoja railway station        | 145                         | 25 de gener de 1943         | 11:50                       | La-5                        | PQ 9865, est de Rostov                                      |
| 96♠ | 30 d'agost de 1942          | 13:12                       | LaGG-3                      | 30 km (19 mi) oest de Dubovka                        | 146                         | 26 de gener de 1943         | 10:15                       | Boston                      | PQ 08521, Nowo Tscherkassk                                  |
| 97♠ | 30 d'agost de 1942          | 17:00                       | LaGG-3                      | PQ 49362, Beketowka                                  | 147                         | 31 de gener de 1943         | 13:00                       | Boston                      | PQ 09871, est de Rostov                                     |
| 98♠ | 30 d'agost de 1942          | 17:10                       | LaGG-3                      | 5 km (3.1 mi) sud d'Andrejewka                       | 148                         | 1 de febrer de 1943         | 14:25                       | Yak-1                       | PQ 9962, est de Rostov                                      |
| 99♠ | 30 d'agost de 1942          | 17:12                       | LaGG-3                      | 5 km (3.1 mi) sud de Andrejewka                      | 149                         | 2 de febrer de 1943         | 09:25                       | Yak-1                       | PQ 9962, est de Rostov                                      |
| 100 | 31 d'agost de 1942          | 05:20                       | LaGG-3                      | 1 km (0.62 mi) sud de Kurpjok                        | 150                         | 2 de febrer de 1943         | 09:28                       | Yak-1                       | PQ 99622, est de Rostov                                     |
| 101 | 31 d'agost de 1942          | 17:05                       | LaGG-3                      | 10 km (6.2 mi) nord de Krasnoarmejsk                 |                             |                             |                             |                             |                                                             |
| – II. Gruppe of Jagdgeschwader 52 – Front Oriental — de febrer de 1943 |                             |                             |                             |                                                      |                             |                             |                             |                             |                                                             |
| 151 | 12 de febrer de 1943        | 12:02                       | Yak-1                       | PQ 34 Ost 8659, Flamanskaja                          | 154                         | 23 de febrer de 1943        | 12:47                       | Yak-1                       | PQ 34 Ost 8656, 10 km (6.2 mi) nord de Staromyschastowskaja |
| 152 | 23 de febrer de 1943        | 09:02                       | Il-2                        | PQ 34 Ost 76664, oest de Flamjanskaja                | 155                         | 25 de febrer de 1943        | 08:40                       | Yak-1                       | PQ 34 Ost 7523, Krymskaja Krymsk                            |
| 153 | 23 de febrer de 1943        | 12:45                       | Yak-1                       | PQ 34 Ost 8656                                       |                             |                             |                             |                             |                                                             |
| – Stab of Jagdgeschwader 77 – Nord d'Àfrica — abril de 1943 |                             |                             |                             |                                                      |                             |                             |                             |                             |                                                             |
| 156 | 4 d'abril de 1943           | —                           | Spitfire                    | al sud-oest de La Fauconnerie                        |                             |                             |                             |                             |                                                             |
| – Stab of Jagdgeschwader 77 – Itàlia — juny de – 31 de desembre de 1943 |                             |                             |                             |                                                      |                             |                             |                             |                             |                                                             |
| 157 | 25 de juny de 1943          | 13:25                       | B-17                        | PQ 03 Ost 19154, oest de Trapani                     | 161                         | 25 d'agost de 1943          | 09:59                       | P-38                        | 8 km (5.0 mi) sud de San Severo                             |
| 158 | 7 de juliol de 1943         | 17:25                       | Martlet                     | 20 km (12 mi) al sud-oest de Marsala                 | 162?                        | 25 d'agost de 1943          | 10:00                       | P-38                        | 10 km (6.2 mi) al sud-sud-oest de San Severo                |
| 159? | 8 de juliol de 1943         | —                           | P-40                        | Trapani                                              | 163                         | 25 d'agost de 1943          | 10:01                       | P-38                        | 15 km (9.3 mi) al sud-sud-oest de San Severo                |
| 160 | 25 d'agost de 1943          | 09:58                       | P-38                        | 5 km (3.1 mi) sud de San Severo                      | 164                         | 1 de desembre de 1943       | 10:59                       | Mosquito                    | al sud-oest de Piacenza                                     |
| – Stab of Jagdgeschwader 77 – Itàlia — de juny de – 31 de desembre de 1943 |                             |                             |                             |                                                      |                             |                             |                             |                             |                                                             |
| 165? | 25 de febrer de 1944        | —                           | B-17*                       | al sud-oest de Klagenfurt                            | 167                         | 9 de juny de 1944           | 11:45                       | B-24                        | PQ 14 Ost S/TH-1, sud de Pula                               |
| 166 | 10 de maig de 1944          | 12:50                       | P-38                        | 60 km (37 mi) sud-est de Zagreb                      | —                           | 14 de juliol de 1944        | —                           | B-25                        |                                                             |
| – Stab of Jagdgeschwader 77 – Front Oriental — setembre de 1944 |                             |                             |                             |                                                      |                             |                             |                             |                             |                                                             |
| — | 22 de setembre de 1944      | —                           | Yak-9                       |                                                      | —                           | 24 de setembre de 1944      | —                           | Yak-9                       |                                                             |
| — | 24 de setembre de 1944      | —                           | Il-2                        |                                                      | —                           | 25 de setembre de 1944      | —                           | Bf 109                      | rodalia de Klausenberg                                      |
| – Stab of Jagdgeschwader 7 "Nowotny" – Front Oriental — de febrer de – March 1945 |                             |                             |                             |                                                      |                             |                             |                             |                             |                                                             |
| 169 | 27 de febrer de 1945        | —                           | Yak-9                       |                                                      | 171                         | 20 March 1945               | —                           | Il-2                        |                                                             |
| 170 | 27 de febrer de 1945        | —                           | Yak-9                       |                                                      |                             |                             |                             |                             |                                                             |
| – Jagdverband 44 – Defense of the Reich — d'abril de 1945 |                             |                             |                             |                                                      |                             |                             |                             |                             |                                                             |
| 172 | 3 d'abril de 1945           | —                           | B-17                        |                                                      | 174                         | 9 d'abril de 1945           | —                           | P-51                        |                                                             |
| 173 | 5 d'abril de 1945           | —                           | P-51                        | Riem                                                 |                             |                             |                             |                             |                                                             |

## Publicacions
Steinhoff va escriure els següents llibres:
- Die Straße von Messina. Tagebuch des Kommodore (en alemany).  Kulbach & Munich: List, 1969. ISBN 978-3-47178-822-6. English translation: Messerschmitts Over Sicily: Diary of a Luftwaffe Fighter Commander 2004. ISBN 978-0-81174-150-7.
- In letzter Stunde. Verschwörung der Jagdflieger. Vom Widerstand der Jagdflieger gegen Reichsmarschall Göring (en alemany).  Flechsig, 1974. ISBN 978-3-88189-592-7.
- Wohin treibt die NATO? Probleme der Verteidigung Westeuropas (en alemany).  Hamburg: Hoffmann und Campe, 1976. ISBN 978-3-455-08986-8.
- The Last Chance - The Pilots' Plot Against Goering 1944–1945.  London: Hutchinson & Co, 1977. ISBN 978-0-09-129620-9.